# Reka Zsofia Lazăr-Szabo
Reka Zsofia Lazăr-Szabo (Brașov, 11 de março de 1967) é uma ex-esgrimista de florete romena, medalhista de bronze e prata nos jogos Olímpicos de Verão de 1992 e 1996, respectivamente. Ela também é campeã mundial em 1994.

## Carreira
Lazăr-Szabo possui descendência étnica húngara. Com sete anos, ela começou a treinar no CS Tractorul, clube de esgrima localizado em Braşov. Quando seu pai anunciou ao treinador Petre Dumitrescu que precisaria retirar seu filho do clube porque não poderia deixar sua filha em casa sem supervisão, Dumitrescu sugeriu que ele também trouxesse a garota. Depois de algumas semanas assistindo o treinamento de seu irmão, ela se interessou pelo esporte. Seu primeiro treinador foi Bogdan Pincovici, em seguida ela foi treinada por Vlad Şerban. Conquistou seu primeiro campeonato nacional aos 12 anos.
Em 1983, ela ganhou a Taça da Romênia e juntou-se a equipe sênior nacional. No mesmo ano, participou de sua primeira competição internacional, a Copa do Mundo de Esgrima Minsk Júnior. Naquela competição em Leningrad, terminou entre as 16 melhores. Um ano mais tarde, em 1985, chegou a final do Campeonato Mundial de Juniores em Arnhem, conquistando uma medalha de prata. No ano seguinte, conquistou o título do Mundial Júnior, em Estugarda. Lazăr-Szabo fez sua estreia Olímpica em Seul 1988, sendo derrotada na segunda fase do evento individual. Por sua vez, a equipe nacional foi derrotada na primeira fase.
Em 1989, ela se casou com Vilmoș Szabo, medalhista de bronze pela equipe masculina de sabre nos jogos Olímpicos de Verão de 1984, ele também é um membro da minoria húngara na Romênia. Nos jogos de Atlanta, em 1992, ela ganhou uma medalha de bronze por equipes juntamente com Claudia Grigorescu, Elisabeta Guzganu-Tufan, Laura Badea e Roxana Dumitrescu.
Em 1993, ela e seu marido mudaram-se para a Alemanha; ele tornou-se um treinador de esgrima no TSV Bayer, clube da cidade de Dormagen, mais tarde tornaria-se proprietário do clube. No ano posterior, ela consagrou-se campeã mundial em Atlanta, ela também conquistou, no mesmo torneio, uma medalha de ouro por equipes.
Após 21 anos integrando a seleção nacional, Lazăr-Szabo retirou-se das competições em 2004, depois de ter falhado na qualificação para os jogos Olímpicos de Atenas. Seu filho mais velho, Matyas, nascido em 1991, tornou-se esgrimista porque seus pais estavam sempre no clube de esgrima; atualmente ele é membro da equipe sênior de sabre da Alemanha, conquistando o mundial de 2014. Lazăr-Szabo encerrou suas atividades de treinadora após o nascimento de seu segundo filho, Marc.
Lazăr-Szabo foi introduzida no Hall da Fama da Federação Internacional de Esgrima, em 2013.

## Conquistas
- Jogos Olímpicos:[5]
  -  Florete por equipes em 1996
  -  Florete por equipes em 1992

- Campeonatos mundiais:[5]
  -  Florete individual em 1994
  -  Florete por equipes em 1994
  -  Florete por equipes em 1987
  -  Florete por equipes em 1995
  -  Florete por equipes em 1997
  -  Florete por equipes em 1998

- Campeonatos europeus:[5]
  -  Florete individual em 1995
  -  Florete individual em 2000
  -  Florete individual em 1998
  -  Florete por equipes em 2001